# Роман Ольгович
Рома́н О́льгович (1237—19 июля 1270) — Великий князь рязанский (1258—1270), православный святой, единственный сын Олега Ингваревича Красного.

## Биография

### Ранние годы
Князь Роман Ольгович Рязанский родился незадолго до нашествия татар на Русскую землю, в 1237 году. По княжескому обычаю родители дали ему славянское имя Ярослав, а при крещении нарекли Романом. Детство и юность Романа пришлись на самый первый период монголо-татарского ига и это оставило отпечаток на судьбе Романа. Его отец князь Олег Ингваревич был взят Батыем в плен. Неизвестно, как уцелел от татар юный князь Роман. Существует предположение, что он был увезён епископом Рязанским Муромским Евфросином Святогорцем в Муром.
В 1252 году его отец, Олег Ингваревич Красный, вернулся на родину после четырнадцатилетнего плена, а в 1258 году, чувствуя приближение кончины, князь Олег был пострижен в схиму с именем Космы. Он передал престол своему сыну Роману и мирно скончался.

### Княжение
Роман Ольгович сел на престол после смерти отца 20 марта 1258 года, князь Роман вступил на престол обширного Рязанского княжества, которое в то время медленно оправлялось от татарского погрома. Князь Роман Ольгович принял управление княжеством и в продолжение двенадцати тяжелейших лет своего княжения сумел сохранить Рязанские земли от новых разорений.
В то время в Орде скончался хан Берке и воцарился Менгу-Тимур. Беспрекословно повинуясь Темиру, Рязанский князь исполнял требования нового правителя. Так продолжалось четыре года.
Во время сбора дани ордынскими баскаками не оказывал им должного содействия, симпатизируя населению княжества.
Однажды один из баскаков донес хану Менгу-Темиру, что благоверный князь Роман хулит хана и поносит его веру. Нашлись люди, которые подтвердили клевету. Поверив клевете, Темир разгневался на князя и приказал ему немедленно явиться в Орду.
Отправляясь к хану, благоверный князь Роман распределил между сыновьями уделы своего княжества и причастился Святых Христовых Тайн.
В Орде святой князь, по слову летописца, в клевете «оправдался, но баскак наусти многи от князей татарских, и они начаша нудити его к вере их».
Хан Менгу-Тимур вызвал Романа Ольговича в 1270 году в Орду и велел ему, чтобы он выбирал одно из двух: либо мученическую смерть, либо татарскую веру. Князь отвечал, что он, покорный воле Божьей, повинуется ханской власти, но никто не заставит его изменить своей вере.
Татары стали избивать князя, а затем в оковах бросили в темницу. На утро, 19 июля, его вывели на казнь. Роман Ольгович стал говорить собравшемуся народу, среди которых было много русских, о святости веры Христовой — ему отрезали язык. Затем вырезали глаза, обрубили пальцы на руках и ногах, обрезали уши и губы, нос, отсекли руки и ноги. «И яко остася труп един, они же одраша кожу от главы его и копие возоткнуша».

## Почитание
Предание гласит, что святые мощи мученика Романа Рязанского были тайно перенесены в Рязань и там с благоговением преданы земле. Место погребения осталось неизвестным. Церковное почитание благоверного князя Романа в лике святых началось сразу же после его мученической кончины. Современники называли его новым мучеником и сравнивали с великомучеником Иаковом Персянином (†421; память 27 ноября (10 декабря). Летопись говорит о святом: «Купи себе страстию Царствие Небесное и венец прият от руки Господней со сродником своим великим князем черниговским Михаилом Всеволодовичем, пострадавши по Христе за православную христианскую веру».
В 1812 году, в день памяти благоверного князя Романа, русские войска одержали первую победу при Клястицах. В память об этом на стене Московского храма в честь Христа Спасителя был написан образ святого князя Романа.

По преданию, на иконах благоверный князь изображался так: «Князь не старых лет, с волосами русыми, кудрявыми, падающими на плечи тонкою волною, в собольей шубе на плечах, в бархатной поддëвке; правая рука простерта на молитву, а левая держит город с церковью».

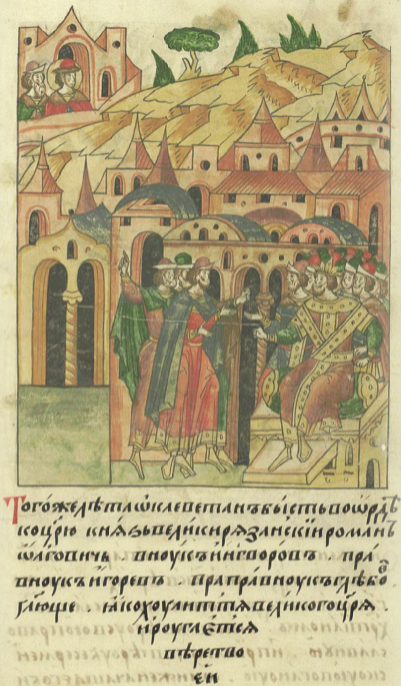
Роман Ольгович в Орде

С 1854 года совершается в Рязани крестный ход и молебен в день памяти святого Романа. В 1861 году в Рязани освящён храм в честь благоверного князя Романа. В настоящее время в главном алтаре рязанского кафедрального Борисоглебского собора есть переносной престол, освящённый во имя святого благоверного князя Романа Рязанского. Во время Божественной литургии в этом соборе, наряду с храмовым и рядовыми тропарями, поётся тропарь страстотерпцу Роману, мудрому устроителю Рязанской земли, молитвеннику, исповеднику, защитнику православной веры.
По кончине своей святой Роман стал являть знамения своего предстательства пред Богом. В годину страшного нашествия французов на Россию, первую победу над ними русские одержали при Клястицах в день памяти святого — 19 (31) июля 1812. В память этого события была написана икона Святого Романа в храме Христа Спасителя в Москве. 19 (31) июля 1853 года архиепископ Рязанский и Зарайский Гавриил освятил и вручил Рязанскому ополчению 14 крестоносных знамён. Знамение своего покровительства ополчению святой явил по прошествии года: защитники Отечества возвратились невредимыми как раз ко дню памяти святого страстотерпца — 19 (31) июля 1854 года. Архиепископ Гавриил, ревностный почитатель памяти святых, повелел в крестных ходах совершать молебное пение святому Роману как защитнику Рязанской земли вместе со святителем Василием, первым епископом Рязанским. Иконами с изображением святого Романа стали украшать храмы.

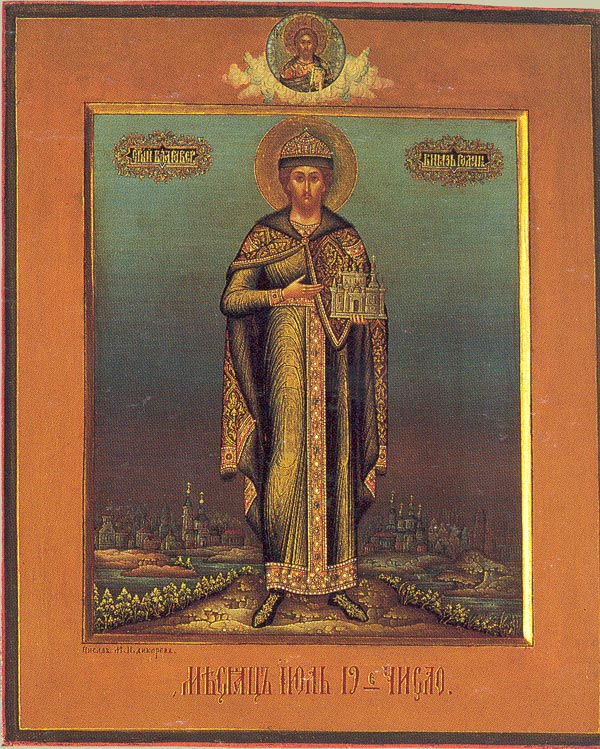
Святой Роман Рязанский. Икона конца XIX — начала XX века. Государственный Эрмитаж

Первая икона, на которой страстотерпец Роман изображён в рост, написана и поставлена в приделе Трёх Святителей во Владимирской семинарской церкви. Вторая была написана усилиями благотворителя церкви Спаса-на-Яру купца Мокия Панова и пожертвована в кафедральный собор, чтобы её носили во время крестных ходов и ежегодно, 19 июля, совершали перед ней молебны. Эта икона была написана художником Императорской Академии художеств Николаем Шумовым. Семья художника сама испытала на себе действие молитв святого князя-страстотерпца. В апреле 1864 года в его семье родилась дочь и со дня рождения была больна. Доктора объявили болезнь неизлечимой. Тогда художник в простоте сердца обратился к князю Роману: «Я устроил и украсил твой храм — исцели мою дочь!» Было это как раз 19 июля, в день памяти святого. В тот же день у доктора нашлось новое лекарство, и девочка поправилась.
Первый храм во имя святого благоверного мученика Романа Рязанского был устроен архиепископом Смарагдом на загородной даче архиерейского дома в Новопавловке, в память прибытия его на Рязанскую кафедру 19 (31) июля 1858 года. 20 сентября (2 октября) 1861 года архиепископ Смарагд в память своего 30-летнего служения в архиерейском сане сам торжественно освятил храм и обратился к князю Роману с благоговейной молитвой, прося его принять под своё покровительство самого храмосоздателя и всех жителей Рязани.
Память святого благоверного князя Романа, страстотерпца, совершается 19 июля (1 августа) — в день мученической кончины святого.
Позже был канонизирован Русской православной церковью.
Память его как мученика чтится в день гибели — 19 июля.
10 (23) июня на Рязанской земле как местночтимые святые почитаются также отец благоверного князя Романа благоверный князь Олег Пронский (в схиме Косма) и супруга князя — благоверная княгиня Анастасия.

## Семья и предки
Отец: Олег Ингваревич Красный (ок. 1215—1258) — великий князь рязанский (1252—1258), местночтимый святой.
Жена: Анастасия — происходила из рода великого князя киевского и отличалась искренней верой и благотворительностью.
Дети:
- Константин (уб. 1308) — князь рязанский (? —1301), убит в московском плену;

Называемые Романовичами только Никоновской летописью, пристрастной в освещении рязанских событий:
- Фёдор (ум. 1294) — князь рязанский (1270—1294).
- Ярослав (ум. 1299) — «великий» (Никоновская летопись) князь пронский (?—1299). В родословцах Ярослав назван сыном не Романа, а Константина Романовича.

|  |                                                     |  |  |  |  |  |  |  |  |  |  |  |  |  |  |  |
|  | Глеб Ростиславич (князь рязанский)                  |  |  |  |  |  |  |  |  |  |  |  |  |  |  |  |
|  |                                                     |  |  |  |  |  |  |  |  |  |  |  |  |  |  |  |
|  |                                                     |  |  |  |  |  |  |  |  |  |  |  |  |  |  |  |
|  | Игорь Глебович Рязанский                            |  |  |  |  |  |  |  |  |  |  |  |  |  |  |  |
|  |                                                     |  |  |  |  |  |  |  |  |  |  |  |  |  |  |  |
|  |                                                     |  |  |  |  |  |  |  |  |  |  |  |  |  |  |  |
|  | Ефросинья Ростиславна, княжна владимиро-суздальская |  |  |  |  |  |  |  |  |  |  |  |  |  |  |  |
|  |                                                     |  |  |  |  |  |  |  |  |  |  |  |  |  |  |  |
|  |                                                     |  |  |  |  |  |  |  |  |  |  |  |  |  |  |  |
|  | Ингварь Игоревич Рязанский                          |  |  |  |  |  |  |  |  |  |  |  |  |  |  |  |
|  |                                                     |  |  |  |  |  |  |  |  |  |  |  |  |  |  |  |
|  |                                                     |  |  |  |  |  |  |  |  |  |  |  |  |  |  |  |
|  | Ростислав Мстиславич Смоленский                     |  |  |  |  |  |  |  |  |  |  |  |  |  |  |  |
|  |                                                     |  |  |  |  |  |  |  |  |  |  |  |  |  |  |  |
|  |                                                     |  |  |  |  |  |  |  |  |  |  |  |  |  |  |  |
|  | Аграфена Ростиславна, княжна смоленская             |  |  |  |  |  |  |  |  |  |  |  |  |  |  |  |
|  |                                                     |  |  |  |  |  |  |  |  |  |  |  |  |  |  |  |
|  |                                                     |  |  |  |  |  |  |  |  |  |  |  |  |  |  |  |
|  | Олег Ингваревич Красный                             |  |  |  |  |  |  |  |  |  |  |  |  |  |  |  |
|  |                                                     |  |  |  |  |  |  |  |  |  |  |  |  |  |  |  |
|  |                                                     |  |  |  |  |  |  |  |  |  |  |  |  |  |  |  |
|  | Роман Ольгович Рязанский                            |  |  |  |  |  |  |  |  |  |  |  |  |  |  |  |
|  |                                                     |  |  |  |  |  |  |  |  |  |  |  |  |  |  |  |
|  |                                                     |  |  |  |  |  |  |  |  |  |  |  |  |  |  |  |